# Енотаевский уезд
Енотаевский уезд — административная единица в составе Астраханской губернии Российской Империи и РСФСР, существовавшая в 1785—1925 годах. 
Уездный город — Енотаевск.

## География

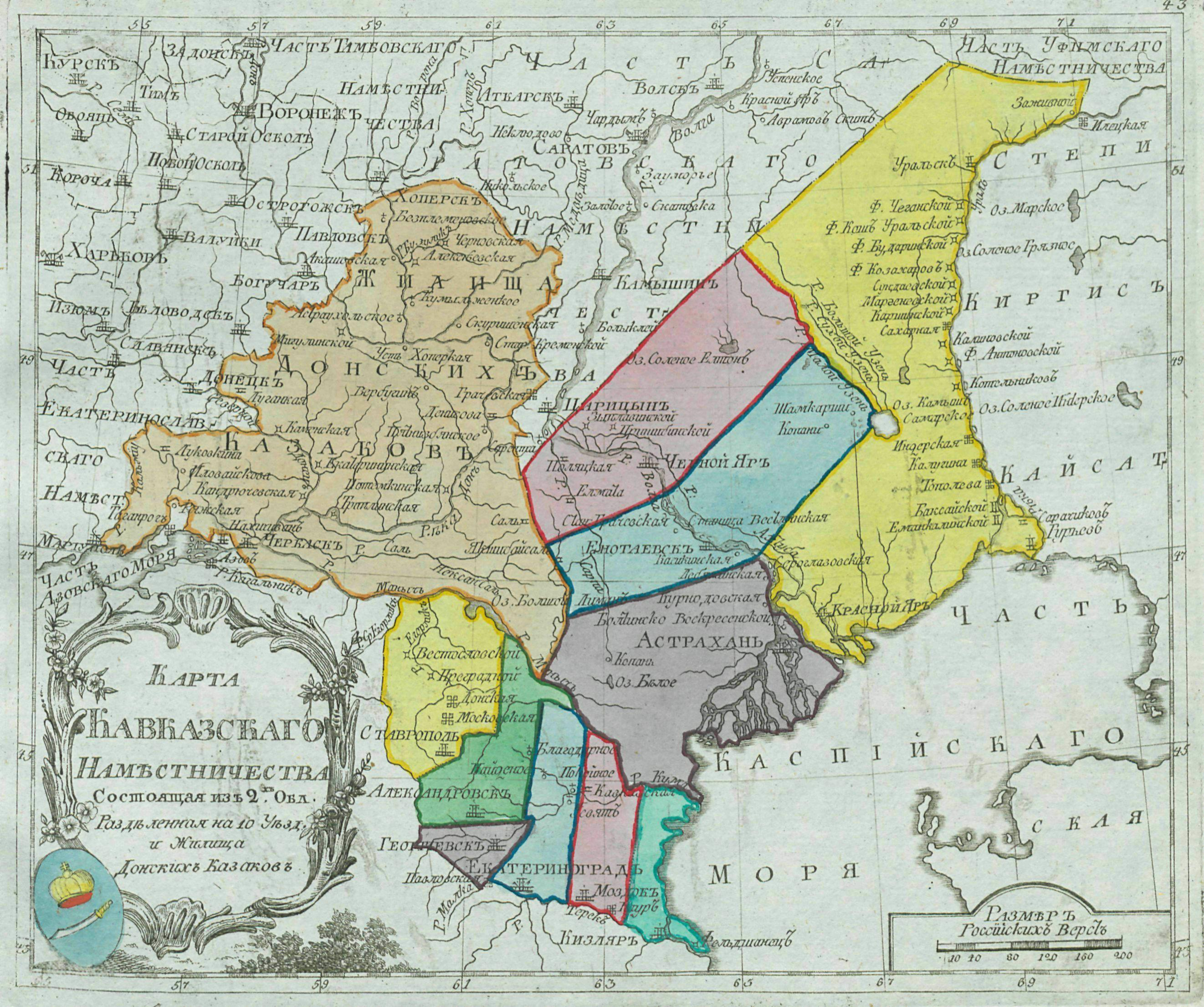
Енотаевский уезд, 1792 год

Уезд располагался в центральной части губернии по правому берегу Волги. Площадь (1897) — 4852,0 вёрст².

## История
Енотаевский уезд был образован в 1785 году в составе Астраханской области Кавказского наместничества. С 1796 года — в составе Астраханской губернии.
В 1925 году Енотаевский уезд как и другие уезды Астраханской губернии был упразднён, на его территории образованы Енотаевский и Болхунский районы (из территории Болхунской и Золотухинской волостей).

## Административное деление
Енотаевский уезд в 1798 году был нанесен на План Генерального Межевания Астраханской губернии и насчитывал 4 части.
В 1913 году в уезде было 10 волостей и 6 станиц:
| - Болхунская волость — с. Болхуны, - Ветлянинское — правление в станице Ветлянинская, - Грачевское — правление в станице Грачевская, - Золотухинская волость - с. Золотуха, - Ивановская волость, - Княжевская волость - с. Княжево, - Копановское — правление в станице Копановская, - Косикинское — правление в станице Косикинская, - Михайловское — правление в станице Михайловская, - Никольская волость — с. Никольское, | - Ново-Николаевская волость — с. Ново-Николаевка, - Пришибинская волость — с. Пришиб, - Сасыкольская волость - с. Сасыколи, - Сероглазинское — правление в станице Сероглазинская, - Харабалинская волость — с. Харабалинское, - Селитреннская волость — с. Селитренное, |

## Население
По данным переписи населения 1897 года численность населения уезда составляла 76 080, в том числе в городе Енотаевск — 2826 чел.

### Национальный состав
Великороссы — 69,4 %, малороссы — 18,0 %; калмыки — 8,5 %, киргиз-кайсаки — 3,6 %.